# Bredenbek
Bredenbek ist eine Gemeinde im Kreis Rendsburg-Eckernförde in Schleswig-Holstein. Bredenmoor, Bredenbekermoor, Glinde, Kronsburg und Rolfshörn liegen im Gemeindegebiet.

## Geografie
Der Ort liegt etwa 15 Kilometer östlich von Rendsburg und 18 Kilometer westlich von Kiel an der Bundesautobahn 210 und der Bahnstrecke Kiel-Hassee–Osterrönfeld. Am 1. Januar 2015 wurde der neue Bahnhaltepunkt am Rolfshörner Weg im Süden des Ortes eröffnet. Das Gemeindegebiet ist landwirtschaftlich geprägt und schließt im Süden an den Naturpark Westensee und reicht im Norden fast bis zum Nord-Ostsee-Kanal. An der Autobahnanschlussstelle „Bredenbek“ der A 210 entwickelt sich seit dem Jahr 2000 ein Interkommunales Gewerbegebiet mit direkter Anbindung zum neuen Bahnhaltepunkt Bredenbek.

## Geschichte
Der Ort Bredenbek wurde 1264 erstmals im Stadtbuch der Stadt Kiel als „de Bradenbeke“ erwähnt. Das Wort Bredenbek setzt sich aus den plattdeutschen Wörtern „breden“ für breit/flach und „bek“ für Bach zusammen. Den Namen trägt das Dorf auf Grund des Baches mit dem Namen „Bek“, der, mittlerweile teilweise verrohrt, durch den Ort fließt.
Die Gemeinde wurde 1928 nach Auflösung der Gutsbezirke gebildet.
Gemäß der ersten urkundlichen Erwähnung 1264 wurde die 750-Jahr-Feier mit einem Dorffest Ende August 2014 begangen.

## Politik

### Gemeindevertretung
Von den elf Sitzen in der Gemeindevertretung seit der Kommunalwahl 2003 hatte die SPD sechs Sitze, vier Gemeindevertreter waren parteilos (aus der CDU ausgetreten) und die Wählergemeinschaft (FWB) hatte einen Sitz. Bürgermeister des Ortes war seit 1994 Hans-Werner Hamann (SPD).
Von den dreizehn Sitzen in der Gemeindevertretung seit der Kommunalwahl 2008 hatte die SPD acht Sitze, die CDU drei und die Wählergemeinschaft FWB zwei Sitze. Bürgermeisterin wurde Andrea Gellert (SPD).
Von den vierzehn Sitzen in der Gemeindevertretung seit der Kommunalwahl 2013 (ein Überhangmandat bei der SPD) hatte die SPD sieben Sitze, die CDU hatte drei und die Wählergemeinschaft FWB vier Sitze. Bürgermeister wurde Bartelt Brouer (SPD).
Von den dreizehn Sitzen in der Gemeindevertretung seit der Kommunalwahl 2018 hat die Freie Wählergemeinschaft Bredenbek (FWB) fünf Sitze, die SPD hat sechs und die CDU 2 Sitze. Bürgermeister wurde Thorsten Schwanebeck (FWB).
Von den dreizehn Sitzen in der Gemeindevertretung seit der Kommunalwahl 2023 hat die Freie Wählergemeinschaft Bredenbek (FWB) sieben Sitze, die CDU hat drei und die SPD 3 Sitze. Bürgermeister wurde Thorsten Schwanebeck (FWB).

### Wappen
Blasonierung: „In Rot ein breiter silberner Wellenbalken, der Figur nach belegt mit einem blauen Wellenbalken.“

### Gemeindepartnerschaften
- Brandshagen bei Stralsund (seit 1990)
- Walcott im US-Staat Iowa (seit 1997)

## Verkehr
Seit dem 4. Januar 2015 hat der Ort einen Haltepunkt an der Bahnstrecke Kiel-Hassee–Osterrönfeld.

## Bildung
Bredenbek verfügt über eine Grundschule in der Dorfmitte mit rund einhundert Schülerinnen und Schülern sowie einen Kindergarten am Rolfshörner Weg.

## Söhne und Töchter der Gemeinde
Der US-amerikanische Schauspieler Eric Braeden wurde 1941 als Hans-Jörg Gudegast in Bredenbek geboren. Er wählte seinen Künstlernamen in Anlehnung an seine Heimatgemeinde. Seit 1998 ist er Ehrenbürger der Gemeinde. Braeden hat einen Stern auf dem Hollywood Walk of Fame. Sein Vater Wilhelm Gudegast war 1944/1945 Bürgermeister von Bredenbek.

## Sehenswürdigkeiten
In der Liste der Kulturdenkmale in Bredenbek stehen die in der Denkmalliste des Landes Schleswig-Holstein eingetragenen Kulturdenkmale.

## Bilder

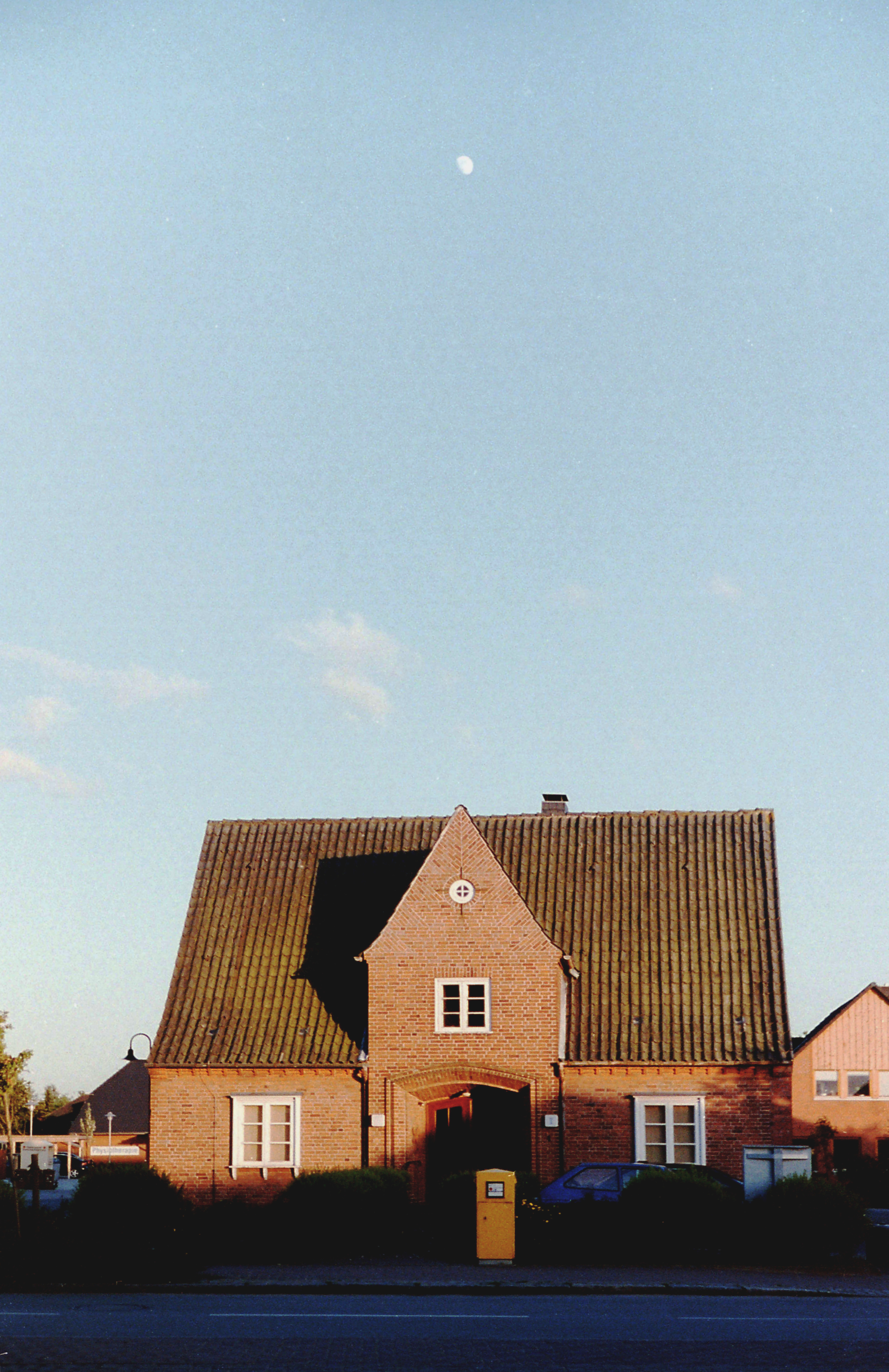
Altes Raiffeisenbank-Gebäude im Ortszentrum
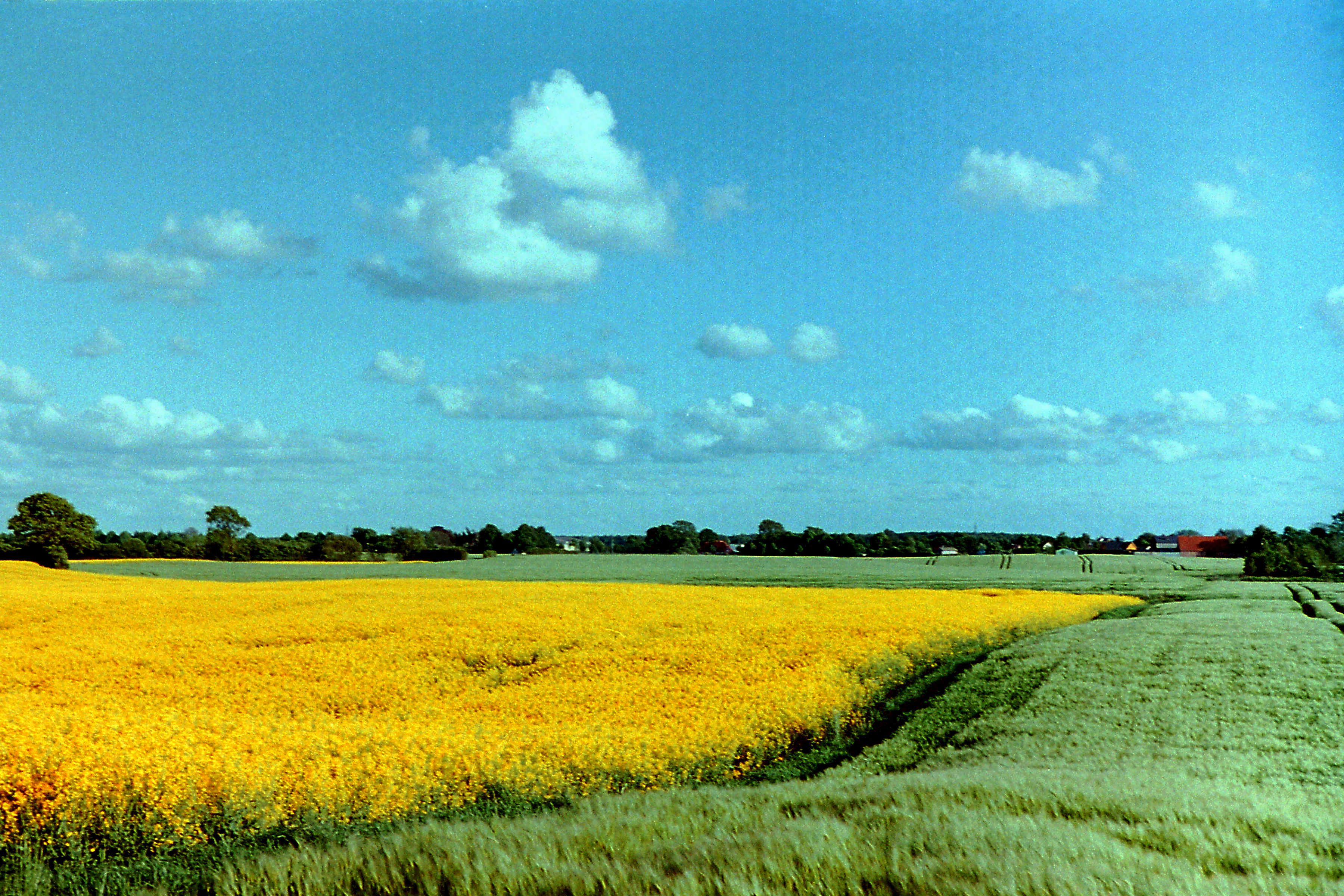
Felder im Norden Bredenbeks. An der Horizontlinie erkennbare Gebäude gehören zum Dorf.